# Cyanistes caeruleus
La cinciarella (Cyanistes caeruleus (Linnaeus, 1758)) è un uccello passeriforme appartenente alla famiglia dei Paridi.

## Descrizione

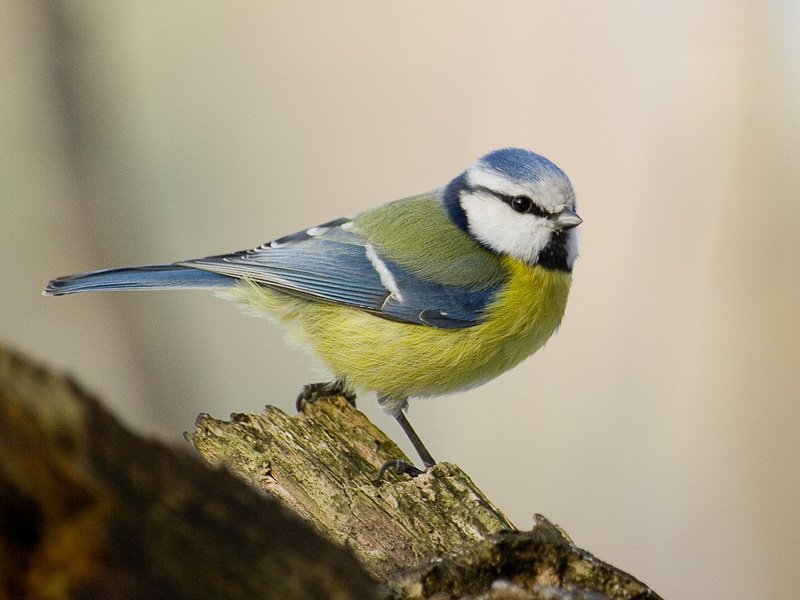
Adulto di cinciarella

È lungo circa 10,5–12 cm e pesa intorno ai 12 g  Il piumaggio è molto vivace, presentando per entrambi i sessi una colorazione blu cobalto sulla nuca, sulle ali e sulla coda, verdastra sul dorso, una mascherina bianca, attraversata da una linea nera all'altezza degli occhi, e petto giallo zolfo. Ha il becco nero a punta e zampe corte e robuste color grigio-blu. I giovani sono molto più gialli degli esemplari adulti, ed hanno un carattere particolarmente giocoso (spesso si possono osservare individui assieme ad esemplari di codibugnolo).

## Biologia

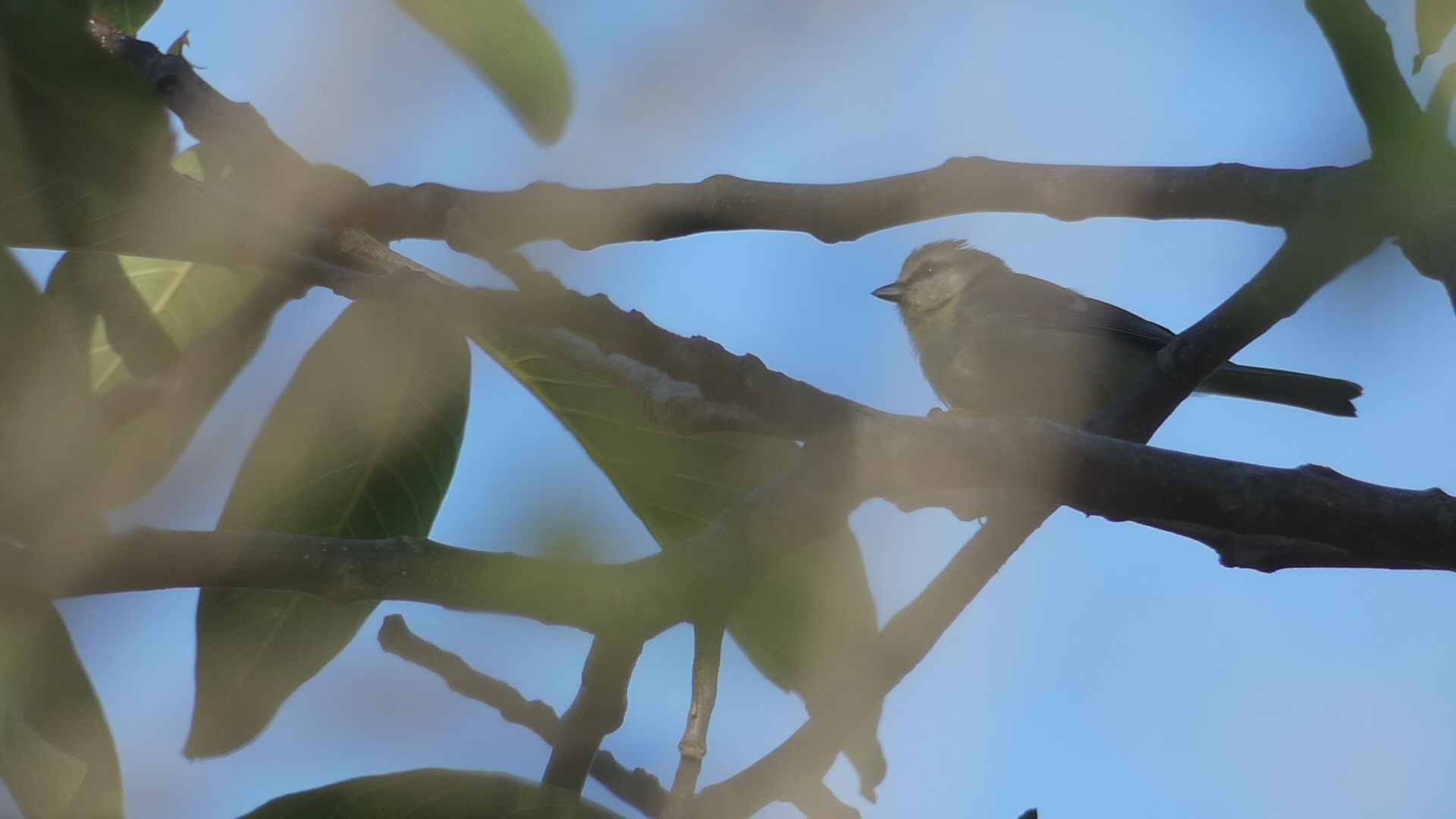
Cinciarella, su un noce.

### Alimentazione
La cinciarella è un insettivoro.

Il suo cibo preferito consiste in coccidi, afidi, larve, ragni e piccoli invertebrati che trova sugli alberi.

Nel periodo invernale non disdegna comunque semi, bacche e frutta.

### Riproduzione

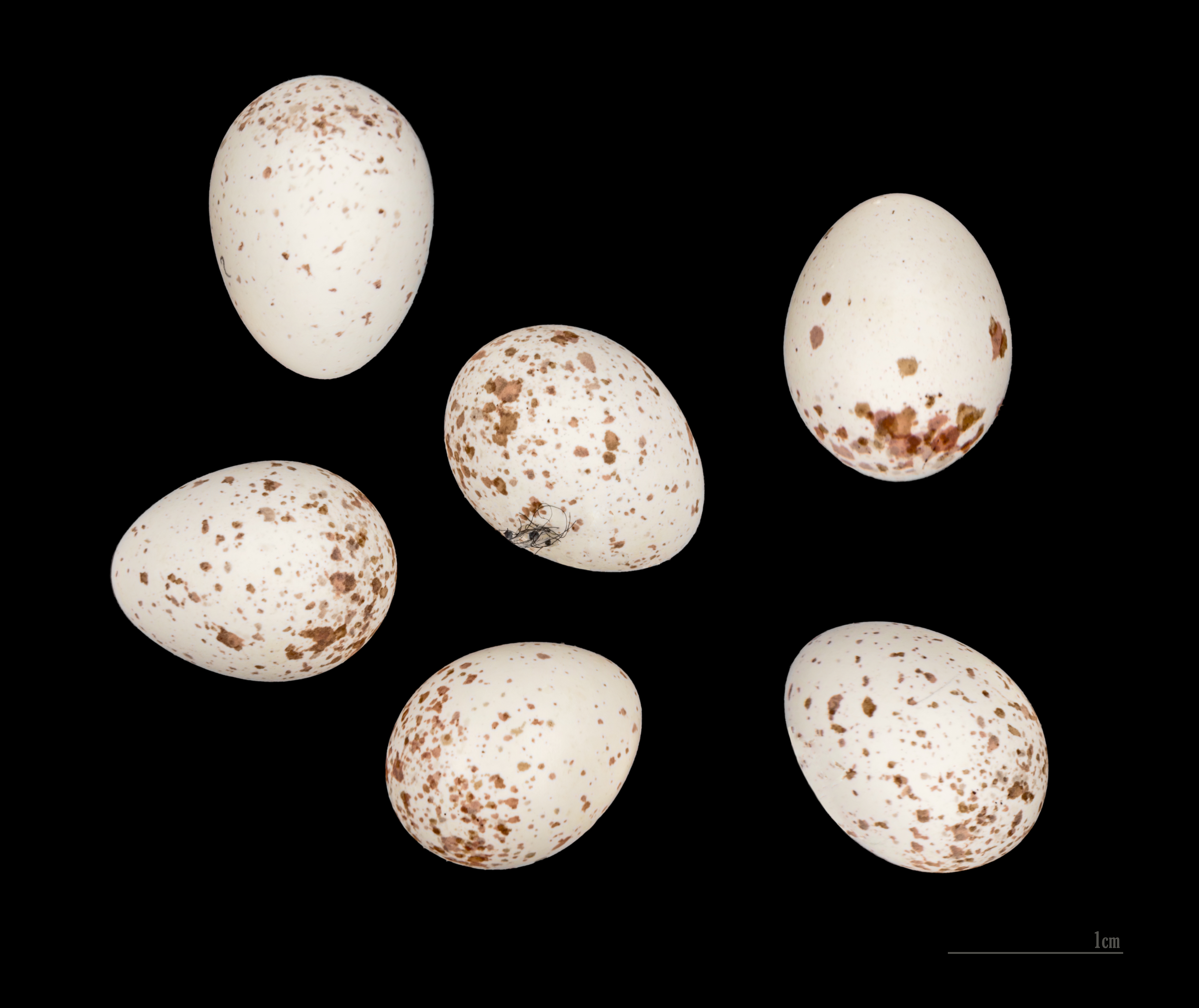
Uova di cinciarella

Il periodo dell'accoppiamento inizia a febbraio.

La cinciarella nidifica in qualsiasi cavità degli alberi, ceppi, muri o nei nidi artificiali. Lo stesso nido è utilizzato anno dopo anno e costantemente protetto durante la cova. Viene realizzato utilizzando muschio, lana, peli e piume. Le uova normalmente da 7 a 10 (con guscio bianco screziato da punti scuri) vengono deposte tra aprile e maggio e covate per circa 15 giorni.

I piccoli vengono accuditi da tutti e due i genitori per 15-20 giorni.

### Canto
Il canto è molto articolato e può essere udito tutto l'anno ma maggiormente nel periodo da febbraio a giugno. Varia tra un vivace teerrrr, tee, tee, tee ad un rimbrottante churr.
Se disturbate mentre sono nel nido, le cinciarelle emettono un sibilo simile a quello dei serpenti, e possono cercare di saltare nel tentativo di intimorire l'aggressore.

## Distribuzione e habitat
È diffuso dall'Europa occidentale fino all'Asia occidentale e settentrionale.
Vive prevalentemente nei boschi collinari e pianeggianti, ma è anche un assiduo frequentatore di frutteti e giardini dove è possibile ammirarlo nelle sue acrobazie tra i rami, alla ricerca di cibo.

## Tassonomia
Sono note le seguenti sottospecie:
- Cyanistes caeruleus obscurus (Pražák, 1894)
- Cyanistes caeruleus caeruleus (Linnaeus, 1758)
- Cyanistes caeruleus balearicus (von Jordans, 1913)
- Cyanistes caeruleus ogliastrae (Hartert, 1905)
- Cyanistes caeruleus calamensis (Parrot, 1908)
- Cyanistes caeruleus orientalis Zarudny & Loudon, 1905
- Cyanistes caeruleus satunini Zarudny, 1908
- Cyanistes caeruleus raddei Zarudny, 1908
- Cyanistes caeruleus persicus (Blanford, 1873)

La sottospecie Cyanistes caeruleus teneriffae è oggi inquadrata come specie a sé stante (Cyanistes teneriffae)